# 요괴체조
요괴체조는 일본 애니메이션 《요괴워치》의 주제가이다. 요괴체조의 안무는 럭키 이케다가 담당했다.

## 요괴체조 1번
〈요괴체조 1번〉(일본어: ようかい体操第一 요카이타이소다이이치[*])은 Dream5의 노래이다. 《요괴워치》의 닫는 곡으로 사용되고 있다.

### 개요
《요괴워치》 한국어 더빙판에서 초기에는 가사가 없는 inst. 버전을 사용했다. 이후 《극장판 요괴워치: 탄생의 비밀이다냥》의 홍보대사로 크레용팝이 발탁되면서 2015년 7월 7일에 요괴체조 영상이 공개가 됐다. 그 후의 파트부터는 크레용팝이 부른 버전이 사용되기 시작했다. 한국어 개사는 서명주가 담당했다.

## 요괴체조 2번
〈요괴체조 2번〉(일본어: ようかい体操第二 요카이타이소다이니[*])은 Dream5의 노래이다. 《요괴워치》의 닫는 곡으로 사용되고 있다.
| TV 애니메이션 《요괴워치》 닫는 곡 2014년 1월 8일 (1화) ~ 2014년 6월 27일 (24화)             |                           |                                                |
| 이전 곡: -                                                                                   | Dream5 〈요괴체조 1번〉   | 다음 곡: Dream5+브리 대장 〈딴단 두비 두바!〉  |
| 2015년 5월 8일 (68화) ~ 2015년 7월 3일 (76화)                                                |                           |                                                |
| 이전 곡: 냐KB with 츠치노코팬더 〈아이돌은 우냐냐하는 건〉                                   | Dream5 〈요괴체조 2번〉   | 다음 곡: 코토리 with 스티치버드 〈우주 댄스!〉 |
| TV 애니메이션 《요괴워치》 한국어판 닫는 곡 2014년 10월 28일 (1화) ~ 2015년 10월 13일 (62화) |                           |                                                |
| 이전 곡: -                                                                                   | 크레용팝 〈요괴체조 1번〉 | 다음 곡: 김현지+빌리 대장 〈딴단 두비 두바!〉  |